# Heinz Seiffert
Heinz Seiffert (18 de Dezembro de 1920 - 23 de Janeiro de 1945) foi um piloto alemão da Luftwaffe durante a Segunda Guerra Mundial. Voou 350 missões de combate, nas quais destruiu 37 tanques, 132 camiões, 77 carruagens, 7 posições de artilharia antiaérea e duas pontes ferroviárias. Foi condecorado com a Cruz de Cavaleiro da Cruz de Ferro.